# الوتر (أسماء الله الحسنى)
الوتر هو اسم من أسماء الله تعالى الحسنى في الإسلام، فهو الواحدُ الذي لا شَرِيكَ لَهُ، ولا نظيرَ له، المتفرّد عن خلقه، البائنُ منهم بصفاته، فهو سبحانه وِتر، وجميع خلقه شفع، خُلقوا أزواجًا، قال تعالى في القرآن الكريم:﴿وَمِنْ كُل شيءٍ خَلَقْنَا زَوْجين﴾. ولم يرد ذكر هذا الاسم الكريم في القرآن الكريم، وإنما ورد في حديث النّبيّ صلى الله عليه وسلم؛ حيث روى أبو هريرة أن رسول الله قال: «إنَّ لله تسعة وتسعين اسما مائة إلا واحد؛ لا يحفظها أحد إلا دخل الجنة، وهو وتر يحب الوتر". وعن علي أن رسول الله صلى الله عليه وسلم أوتر ثم قال: «أوتروا يا أهل القرآن فإن الله وتر يحب الوتر".

## اسم الله (الوتر) لغة واصطلاحًا

### اسم الله (الوتر) لغة
الوِتْرُ والوَتْرُ: الفرد أو ما لم يتشفع من العدد. وأوتره أي أفذّه. والوتر: الفرد، تكسر واوه وتفتح، وقوله: (أوتروا)، أمر بصلاة الوتر، وهو أن يصلي مثنى مثنى، ثم يصلي في آخرها ركعة مفردة ويضيفها إلى ما قبلها من الركعات. الوَتْرُ في العدد خلاف الشّفع. والوتر: هو الله من حيث إنّ له الوحدة من كلّ وجه.

### اسم الله (الوتر) اصطلاحًا
المعنى في حق الله تعالى:
قال الخطابي رحمه الله: «الوتر هو الواحد الأحد، الذي لا شريك له، ولا نظير ولا مثيل، المتفرد عن خلقه، البائن منهم بصفاته: فهو سُبْحَانَهُ وتر، وجميع خلقه شفع، خُلقوا أزواجًا؛ فقال سُبْحَانَهُ: ﴿وَمِنْ كُلِّ شَيْءٍ خَلَقْنَا زَوْجَيْنِ﴾». فالوتر هو الواحد، قال ابن قتيبة رحمه الله: «الله عز وجل وتر، وهو واحد». وقال الحافظ ابن حجر: «الوتر» الفرد ومعناه في حق الله أنه الواحد الذي لا نظير له في ذاته ولا انقسام. وقال القرطبي: «الواحد الوتر: الذي لا شبيه له، ولا نظير ولا صاحبة، ولا ولد ولا شريك».

## ثبوت اسم الله (الوتر)
أثبت اسم الله (الوتر) في حقّ الله تعالى جماعة من العلماء، منهم ابن القيّم، ومن المحدَثين الشّيخ ابن عثيمين، فقد عدّوه من الأسماء المثبتة بالسنة النبوية.

## الآثار الإيمانية والسّلوكيّة من اسم الله (الوتر)
مجمل الآثار الإيمانية والسّلوكية:
قد دأب المسلمون الإتيان بأقوالهم وأعمالهم وترا حسب ما ورد في السنة من الحث على إنهاء بعض الأقوال والأعمال على عدد وتر؛ لأنه سبحانه وتر يحب الوتر، والمتتبع لكثير من الأذكار والأعمال التي حثّت عليها الشريعة يجد أنها تُفعل وترا؛ وبخاصة الواحد والثلاثة والسبعة. وقد جاء الحثّ على صلاة الوتر حيث يختم الليل بها وقد قال : «يا أهل القرآن أوتروا، فإن الله وتر يحب الوتر ".
- الأثر الأول: إثبات ما يتضمنه اسم الله (الوتر) من صفاته سُبْحَانَهُ، وتحقيق التوحيد له:

إنّ الله تَعَالَى وتر، وقد انفرد عن خلقه في ذلك فجعلهم شفعًا، وقد خلق المخلوقات أزواجًا؛ فلا تعتدل ولا تستقر إلا بالزّوجية، ولا تهنأ في حالة الانفراد، يقول تَعَالَى:﴿وَمِنْ كُلِّ شَيْءٍ خَلَقْنَا زَوْجَيْنِ لَعَلَّكُمْ تَذَكَّرُونَ﴾ ، فالإنسان لا يهنأ إلّا بزوجه، ولا يشعر بالسعادة إلا مع أسرته، والتوافق بين محبتهم ومحبته. أما ربنا عز وجل فهو أحد صمد، فهو المنفرد بالأحدية والوترية، لا ولد له ولا والد ﴿قُلْ هُوَ اللَّهُ أَحَدٌ ، اللَّهُ الصَّمَدُ ، لَمْ يَلِدْ وَلَمْ يُولَدْ﴾ ولم يتخذ صاحبة:﴿وَلَمْ تَكُنْ لَهُ صَاحِبَةٌ﴾ ﴿ولم يَكُنْ لَهُ شَرِيكٌ فِي الْمُلْكِ﴾، وقد ثبت من حديث أبي هريرة: «إنَّ اللهَ عز وجل وَتْرٌ يُحِبُّ الوَتْرَ». "وكما أنه وتر في ذاته سُبْحَانَهُ، فهو الوتر الذي انفرد في صفاته، فهو العزيز بلا ذل، والقدير بلا عجز، والقوي بلا ضعف، والعليم بلا جهل، وهو الحي الذي لا يموت، والقيوم الذي لا ينام، والواحد الأحد الذي لا يشبهه أحد من الخلق، فهو جل جلاله: ﴿لَيْسَ كَمِثْلِهِ شَيْءٌ﴾، وقد قال سُبْحَانَهُ عن نفسه: ﴿هَلْ تَعْلَمُ لَهُ سَمِيًّا﴾، وهذا يقتضي إفراده تعالى بالعبادة: ﴿إِنَّمَا أُمِرْتُ أَنْ أَعْبُدَ رَبَّ هَذِهِ الْبَلْدَةِ الَّذِي حَرَّمَهَا وَلَهُ كُلُّ شَيْءٍ وَأُمِرْتُ أَنْ أَكُونَ مِنَ الْمُسْلِمِينَ﴾ . ونَزَّهَهُ عن المشابهة والمماثلة، فهو الوتر الذي لا مثيل ولا شريك له، ﴿وَقُلِ الْحَمْدُ لِلَّهِ الَّذِي لَمْ يَتَّخِذْ وَلَدًا وَلَمْ يَكُنْ لَهُ شَرِيكٌ فِي الْمُلْكِ وَلَمْ يَكُنْ لَهُ وَلِيٌّ مِنَ الذُّلِّ وَكَبِّرْهُ تَكْبِيرًا﴾.
- الأثر الثاني: استشعار أن كثير من العبادات والطاعات شُرعت وترًا:

جاء في الحديث: «وَهُوَ وِتْرٌ يُحِبُّ الوِتْرَ»: والوتر هنا للجنس؛ والمعنى: أنّه يحب كل وتر شرعه، ومحبته له تعني أنّه أمر به، وأثاب عليه، ويراد بالوتر هنا التوحيد، فيكون المعنى: إن الله تعالى واحد في ذاته وكماله وأفعاله، وهو يحب التوحيد بأن يوحَّد ويعتقد انفراده دون سواه.
- الأثر الثالث: محبة الله الوتر:

إنّ استشعار أنّ الله تعالى هو الوتر الأحد، الذي تصمد إليه الخلائق في حاجاتها وضروراتها، يولد المحبة لله تَعَالَى وحده، ويريح القلوب من شتاتها، واضطرابها، ويجعلها تسكن إلى ربها ومعبودها، فتقطع التعلق بمن لا يملكون شيئًا، ولا يقدرون على شيء، إلا بما أقدرهم الله عليه، ولا يملكون لأنفسهم ضرًّا، ولا نفعًا، فضلًا عن أن يملكوه لغيرهم.
- الأثر الرابع: تعظيم صلاة الوتر:[16]

جاء في الحديث: «إِنَّ الله عز وجل وِتْرٌ يُحِبُّ الْوَتْرَ، فَأَوْتِرُوا يَا أَهْلَ الْقُرْآنِ»، أي: صلّوا صلاة الوتر، وإنّما خصَّ الأمر بالوتر لأهل القرآن؛ لأنّهم «المؤمنون الذين صدقوا القرآن، وخاصة من يتولى القيام بحفظه، وتلاوته، ومراعاة حدوده وأحكامه. أقول- والله أعلم-: لعل المناسبة لتخصيص النداء بأهل القرآن في مقام الفردانية إنما كانت لأجل أن القرآن ما أنزل إلا لتقرير التوحيد، قال تَعَالَى على سبيل الحصر وتكريره: ﴿قُلْ إِنَّمَا أَنَا بَشَرٌ مِثْلُكُمْ يُوحَى إِلَيَّ أَنَّمَا إِلَهُكُمْ إِلَهٌ وَاحِدٌ﴾، أي: مقصور علي استئثار الله بالتوحيد، كأنه قيل: إن الله واحد يحب الوحدة، فوحدوه يا أهل التوحيد»،.

## مكانة الوتر في عبادات المسلمين
دعت الشّريعة الإسلامية إلى الإتيان بكثير من العبادات والأعمال الصالحة وترًا، ومن ذلك:

### أولًا: في أركان الإسلام
- جعل الطهارة ثلاثًا:

عن سلمة بن قيس أن النبي صلى الله عليه وسلم قال: «إِذَا تَوَضَّأْتَ فَانْتَثِرْ، وَإِذَا اسْتَجْمَرْتَ فَأَوْتِرْ»، أي: اجعل الحجارة التي تستنجي بها فردًا، استنج بثلاثة أحجار، أو خمسة، أو سبعة، ولا تستنج بالشفع.
- جعل الصلاة خمسًا:

عن عبادة بن الصامت رضي الله عنه، قال: سمعت رسول الله صلى الله عليه وسلم يقول: «خَمْسُ صَلَوَاتٍ كَتَبَهُنَّ اللهُ تبارك وتعالى عَلَى الْعِبَادِ مَنْ أَتَى بِهِنَّ لَمْ يُضَيِّعْ مِنْهُنَّ شَيْئًا اسْتِخْفَافًا بِحَقِّهِنَّ كَانَ لَهُ عِنْدَ اللهِ تبارك وتعالى عَهْدٌ أَنْ يُدْخِلَهُ الْجَنَّةَ، وَمَنْ لَمْ يَأْتِ بِهِنَّ فَلَيْسَ لَهُ عِنْدَ اللهِ عَهْدٌ، إِنْ شَاءَ عَذَّبَهُ، وَإِنْ شَاءَ غَفَرَ لَهُ».
- جعل نصاب الزكاة وترًا:

فكلها تشترك بالوتر، ففي الزروع خمسة أوسق، وفي الورق خمس أواق، وفي الإبل خمس من الإبل، يقول صلى الله عليه وسلم: «لَيْسَ فِيمَا دُونَ خَمْسَةِ أَوْسُقٍ مِنَ التَّمْرِ صَدَقَةٌ، وَلَيْسَ فِيمَا دُونَ خَمْسِ أَوَاقٍ مِنَ الْوَرِقِ صَدَقَةٌ، وَلَيْسَ فِيمَا دُونَ خَمْسِ ذَوْدٍ مِنَ الْإِبِلِ صَدَقَةٌ».
- جعل الطواف والسعي سبعًا:

ففي الطواف: حديث جابر رضي الله عنه: «أَنَّ النَّبِيَّ صلى الله عليه وسلم حِينَ قَدِمَ مَكَّةَ طَافَ بِالْبَيْتِ سَبْعًا فَقَرَأَ: {وَاتَّخِذُوا مِنْ مَقَامِ إِبْرَاهِيمَ مُصَلًّى} [البقرة: 125]، فَصَلَّى خَلْفَ الْمَقَامِ ثُمَّ أَتَى الْحَجَرَ فَاسْتَلَمَهُ، ثُمَّ قَالَ: نَبْدَأُ بِمَا بَدَأَ اللهُ بِهِ، فَبَدَأَ بِالصَّفَا، وَقَرَأَ: ﴿إِنَّ الصَّفَا وَالْمَرْوَةَ مِنْ شَعَائِرِ اللَّهِ﴾.
- والسعي سبعًا:

ففي حديث عمرو بن دينار قال: «سَأَلْنَا ابْنَ عُمَرَ رضي الله عنهما، عَنْ رَجُلٍ طَافَ بِالْبَيْتِ فِي عُمْرَةٍ، وَلَمْ يَطُفْ بَيْنَ الصَّفَا وَالْمَرْوَةِ، أَيَأْتِي امْرَأَتَهُ؟ فَقَالَ: قَدِمَ النَّبِيُّ صلى الله عليه وسلم، فَطَافَ بِالْبَيْتِ سَبْعًا، وَصَلَّى خَلْفَ الْمَقَامِ رَكْعَتَيْنِ، فَطَافَ بَيْنَ الصَّفَا وَالْمَرْوَةِ سَبْعًا: ﴿لَقَدْ كَانَ لَكُمْ فِي رَسُولِ اللَّهِ أُسْوَةٌ حَسَنَةٌ﴾.
- رمي الجمار سبعًا:

عن ابن عمر رضي الله عنهما «أَنَّهُ كَانَ يَرْمِي الْجَمْرَةَ الدُّنْيَا بِسَبْعِ حَصَيَاتٍ، يُكَبِّرُ عَلَى إِثْرِ كُلِّ حَصَاةٍ، ثُمَّ يَتَقَدَّمُ حَتَّى يُسْهِلَ، فَيَقُومَ مُسْتَقْبِلَ الْقِبْلَةِ، فَيَقُومُ طَوِيلًا، وَيَدْعُو وَيَرْفَعُ يَدَيْهِ، ثُمَّ يَرْمِي الْوُسْطَى، ثُمَّ يَأْخُذُ ذَاتَ الشِّمَالِ فَيَسْتَهِلُ، وَيَقُومُ مُسْتَقْبِلَ الْقِبْلَةِ، فَيَقُومُ طَوِيلًا، وَيَدْعُو وَيَرْفَعُ يَدَيْهِ، وَيَقُومُ طَوِيلًا، ثُمَّ يَرْمِي جَمْرَةَ ذَاتِ الْعَقَبَةِ مِنْ بَطْنِ الْوَادِي، وَلَا يَقِفُ عِنْدَهَا، ثُمَّ يَنْصَرِفُ، فَيَقُولُ: هَكَذَا رَأَيْتُ النَّبِيَّ صلى الله عليه وسلم يَفْعَلُهُ».

### ثانيًا: في السّنن
- سنّة جعل الوتر آخر صلاة الليل:

عن نافع، أن ابن عمر قال: «مَنْ صَلَّى مِنَ اللَّيْلِ فَلْيَجْعَلْ آخِرَ صَلَاتِهِ وِتْرًا قَبْلَ الصُّبْحِ، كَذَلِكَ كَانَ رَسُولُ اللهِ صلى الله عليه وسلم يَأْمُرُهُمْ».
- سنّة أكل التمر وترًا:

فعن أنس بن مالك قال: «كَانَ رَسُولُ اللهِ صلى الله عليه وسلم إِذَا كَانَ يَوْمُ الْفِطْرِ لَمْ يَخْرُجْ حَتَّى يَأْكُلَ تَمَرَاتٍ يَأْكُلُهُنَّ إِفْرَادًا».
- سنّة الاكتحال وترًا:

وإذا اكتحل فليكتحل وترًا؛ فلقد روي أَنَّ النَّبِيَّ صلى الله عليه وسلم كَانَ يَكْتَحِلُ وِتْرًا».
- سنّة تكفين الميت وغسله وترًا:

عن أم عطية رضي الله عنها قالت: «لما ماتت زينب بنت رسول الله صلى الله عليه وسلم قَالَ لَنَا رَسُولُ اللهِ صلى الله عليه وسلم: اغْسِلْنَهَا وِتْرًا ثَلَاثًا، أَوْ خَمْسًا، وَاجْعَلْنَ فِي الْخَامِسَةِ كَافُورًا، أَوْ شَيْئًا مِنْ كَافُورٍ، فَإِذَا غَسَّلْتُنَّهَا، فَأَعْلِمْنَنِي، قَالَتْ: فَأَعْلَمْنَاهُ، فَأَعْطَانَا حِقْوَهُ، وَقَالَ: أَشْعِرْنَهَا إِيَّاهُ».
- سنّة تكرار الرّقية الشّرعية وترًا:

قال صلى الله عليه وسلم لأنس رضي الله عنه: «إِذَا اشْتَكَيْتَ فَضَعْ يَدَكَ حَيْثُ تَشْتَكِي، ثُمَّ قُلْ: بِسْمِ اللهِ، أَعُوذُ بِعِزَّةِ اللهِ وَقُدْرَتِهِ مِنْ شَرِّ مَا أَجِدُ مِنْ وَجَعِي هَذَا، ثُمَّ ارْفَعْ يَدَكَ، ثُمَّ أَعِدْ ذَلِكَ وِتْرًا».

## الوتر في القرآن الكريم والسنة النبوية

### في القرآن الكريم
لم يرد اسمه سُبْحَانَهُ (الوتر) في كتاب الله.

### في السنة النبوية
ورد اسم الله (الوتر) في السنة النبوية، ومن ورودها ما يلي:
عن أبي هريرة رضي الله عنه، أن النبي صلى الله عليه وسلم قال: «لِلهِ تِسْعَةٌ وَتِسْعُونَ اسْمًا مِائَةٌ إِلَّا وَاحِدًا، لَا يَحْفَظُهَا أَحَدٌ إِلَّا دَخَلَ الْجَنَّةَ، وَهُوَ وَتْرٌ يُحِبُّ الْوَتْرَ».
عن علي رضي الله عنه، قال: قال رسول الله صلى الله عليه وسلم: «يَا أَهْلَ الْقُرْآنِ، أَوْتِرُوا، فَإِنَّ اللهَ عز وجل وِتْرٌ يُحِبُّ الْوِتْرَ».
شرح الحديث:
أي إنّ الله تعالي واحد في ذاته، لا يقبل الانقسام والتجزئة، واحد في صفاته، فلا شبه له ولا مثل، واحد في أفعاله، فلا شريك له ولا معين. و: ((يحب الوتر)) أي إنّه يثيب عليه ويقبله من عامله. وقوله: ((فأوتروا)) ((تو)): أي صلوا الوتر. وتخصيص أهل القرآن بهذا الخطاب لأنّ من شأن أهل القرآن أن يكدحوا في ابتغاء مرضاة الله، وهم المؤمنون الذين صدقوا القرآن، وتلوه حقّ التّلاوة، وراعوا حدوده وأحكامه.